# Belene (Insel)
Die Insel Belene [ˈbelene] (bulgarisch Белене) liegt im Norden Bulgariens in der Donau, unmittelbar nördlich der Kleinstadt Belene. Die Insel ist auch unter dem Namen Persin (bulg. Персин) bekannt. 

## Geographie
Die Insel liegt 18 km westlich von Swischtow, am Donau-Kilometer 560 bis 575, nordöstlich der Kleinstadt Belene. Die Insel Belene ist mit 13,9 km Länge und einer Breite von 4,9 km die größte Insel Bulgariens. Belene ist die viertgrößte Donauinsel. Die Insel Belene ist von 5 wesentlich kleineren Inseln umgeben. Die Insel Belene ist vollständig in staatlichem Eigentum und hat eine Fläche von 6897,03 Hektar.
Die Donau hat im Abschnitt zwischen Rumänien und Bulgarien insgesamt 132 Inseln. Davon gehören 81 Inseln zu Bulgarien und 51 Inseln zu Rumänien. Die drei größten bulgarischen Donauinseln sind Belene, Kosloduj (Козлодуй) und Wardim (Вардим).

## Arbeitslager
Bekanntheit erlangte die Insel vor allem durch das dort angesiedelte, gleichnamige Arbeitslager, das nach der Ergreifung der Macht durch die Bulgarische Kommunistische Partei und die "Vaterländische Front" errichtet wurde. In den Jahren 1949 bis 1989 wurden während der Herrschaft der Kommunisten viele Regimegegner und Konterrevolutionäre auf die Insel deportiert und dort ermordet.
- Siehe Hauptartikel: Belene (Arbeitslager)

## Naturreservat
Auf der Insel Belene befindet sich ein international bedeutsames Feuchtbiotop. Es handelt sich um einen Überschwemmungswald, der überwiegend aus alten Weiden und Silber-Pappeln besteht.
Im Ostteil der Insel liegt das Naturreservat "Persinski blata" (bulg. Персински блата; übersetzt: die Sümpfe von Persin), das eine Fläche von 390 ha. umfasst. Es wurde 1981 als geschütztes Naturgebiet ("Natur-Sehenswürdigkeit", bulg. природна забележителност) eingerichtet, um die Populationen von seltenen Wasservögeln zu erhalten, wie den Rothalstaucher, die Weißbart-Seeschwalbe, die Lachmöwe und den Kormoran. Die Insel beherbergt 170 Arten seltener Wasservögel, wie die Ibisart Sichler, die Kormoranart Zwergscharbe, den Schwarzstirnwürger oder die Rothalsgans.
Das Besucherzentrum des Naturparks Persina, mit Ausstellungsräumen und einer Aussichtsplattform, befindet sich in der Stadt Belene. Das Symbol des Naturparks ist ein Graustorch. Touristen dürfen jedoch nur die kleineren Nebeninseln betreten.
Die drei Süßwassersümpfe auf der Insel Belene (insgesamt 385,2 ha) heißen:
- Pistschenko blato (bulg. Писченско блато) mit 182 ha
- Martwoto blato (bulg. Мъртвото блато) mit 122,6 ha
- Staroto blato (bulg. Старото блато) mit 80,6 ha

## Naturpark Persina
Die Insel gehört außerdem zum Naturpark Persina, der im Dezember 2000 eingerichtet wurde und mit einer Fläche von 21.762 ha neben dem Donauarchipel Belene (Insel Belene mit ihren Nebeninseln) die vier Inseln bei Nikopol umfasst, sowie weitere 19 Inseln (bei Dragash Voyvoda, Swischtow und Oresh), von denen 5 zu Rumänien gehören. Auf der Insel Belene liegt das Reservat Persinski blata.
Die Nachbarinsel der Insel Belene heißen Milka (bulg. Милка) und Kitka (bulg. Китка). Das Naturreservat auf Milka umfasst 30 ha und auf Kitka 25,4 ha.

## Persin
Der Name Persin für die Insel Belene stammt der Überlieferung nach von der Tochter eines ehemaligen Paschas der Stadt Belene. Der Pascha sperrte seine Tochter Persin auf der Insel weg, um ihr den Umgang mit ihrem ungläubigen, bulgarischen Liebhaber zu verwehren.